# Параньяке
Параньяке (филипп.: Lungsod ng Parañaque) — филиппинский город. Входит в состав Манильской агломерации. Является крупным торговым центром.

## История
Параньяке был основан монахами из ордена августинцев в ноябре 1572 года. Ввиду близости к морю, Параньяке играл огромную роль в торговых отношения Филиппин с Китаем, Индонезией и другими государствами. Несколько раз Параньяке принимал сторону испанского правительства. Однако, несмотря на это, он стал одним из первых городов, которые поддержали Филиппинскую революцию, направленную против колониальной политики Испании. Во времена властвования на Филиппинах американцев, Параньяке стал одним из первых городов, которые получили городское самоуправление.
В период Второй Мировой войны в городе действовало несколько партизанских отрядов, которые помогали освобождению Филиппин.
Знаменит Параньяке и печальными событиями. В 1983 году здесь был убит сенатор Бенигно Акино, муж президента страны Корасон Акино.

## Границы и территория
Параньяке на севере граничит с городом Пасай, на северо-востоке — с Тагигом, на юго-востоке — с Мунтинлупой, на юго-западе — с Лас-Пиньясом. С запада город омывается водами Манильского залива.

## Климат
Климат — тропический с двумя ярко выраженными климатическими сезонами: влажным (с июля по сентябрь) и сухим (с октября по июль).
- Среднегодовое количество осадков — 1822 мм.
- Среднесуточная максимальная температура — 34,4 ° C[3].

## Население
Согласно переписи 2010 года численность населения составляет 588 126 человек.
| Год  | Численность |
| ---- | ----------- |
| 1990 | 308 236     |
| 1995 | 391 296     |
| 2000 | 449 811     |
| 2007 | 552 860     |
| 2010 | 588 126     |

## Транспорт
Именно в Параньяке расположен международный аэропорт Манилы, который носит имя Бенинго Акино.

## Достопримечательности
- Церковь святого Эндрю — одна из главных достопримечательностей города. Церковь была построена в конце XVI века. В ней до сих пор хранится изображение Нуэстры Сеньоры дель Буэн Сучесо, являющейся покровительницей Параньяке. Это третье самое старое изображение Девы Марии на Филиппинах.
- церковь Конгрегации Пресвятого Искупителя — одна из самых больших церквей Филиппин.
- часовня Сан-Диониио.
- здание Городской Ратуши.

## Города-побратимы
- Илоило, Илоило
- Баколод, Западный Негрос
- Тангуб, Западный Мисамис
- Лас-Пиньяс